# Palazzo Carbonelli di Letino (Corso Secondigliano n.487)
Il Palazzo Carbonelli di Letino è un edificio di valore storico e architettonico di Napoli, ubicato nel quartiere di Secondigliano sull'omonimo Corso presso il numero civico 487.

## Storia e descrizione
I Carbonelli, detentori sin dal XVII secolo di vari feudi in Terra di Lavoro (tra i quali la baronia di Letino), furono una delle tante famiglie aristocratiche napoletane che nel corso del XIX secolo affluirono dal centro verso i casali circostanti alla ricerca di aria e spazi salubri. Essi scelsero il Corso Napoli in quel di Secondigliano per erigere una serie di cinque palazzi, completati tra gli anni '80 e gli anni '90 del XIX secolo e riconducibili ai civici 487, 499, 509, 519 e 534 dell'attuale Corso Secondigliano.
A essere oggetto di questa pagina è il più vasto, importante e sontuoso tra essi, cioè quello al civico 487, che colpisce per il suo accentuato stile neobarocco.
Il palazzo in questione si eleva per tre piani e presenta sul Corso Secondigliano una facciata riccamente decorata da cornici marcapiano, fasce in bugnato e fregi con animali, fiori e conchiglie che avvolgono le cornici delle finestre, coronata da uno spesso, aggettante cornicione con bugne cuspidate e teste leonine e composta da due ordini. Il primo corrisponde al basamento in bugnato liscio al centro del quale vi è il portale dall'arco a tutto sesto, affiancato da due coppie di colonne tuscaniche in marmo che vanno a sorreggere il balcone del piano nobile delimitato da una balaustra marmorea composta da una teoria di colonnine. Il secondo comprende i tre piani superiori, ognuno con cinque aperture alle quali si legano dei balconi composti da tavole di piperno, rafforzati da gattoni e delimitati da ringhiere in ghisa con elementi geometrici o mitologici. Le medesime aperture sono sormontate al piano nobile da timpani triangolari e ai due superiori rettangolari; mentre la cornice dell'apertura centrale del piano nobile sovrastante l'ingresso è sormontata invece da un timpano di forma ondulata sorretto da due colonnine in stucco di tipo corinzio e dentro il quale è inserito lo stemma in stucco della famiglia dei baroni Carbonelli. 
Oltrepassato il portone ligneo a due battenti si entra nell'androne voltato a botte che è pavimentato in basolato come tutto il cortile, ma l'orditura della pavimentazione dell'androne presenta un'alternanza di elementi chiari e scuri che quella del cortile non ha. Alle pareti di quest'ultimo vi sono ancora una fontana e gli anelli in ferro per attaccare i cavalli con decorazioni in ghisa. Dal cortile si dipartono due scale, una di rappresentanza e una per la servitù. Lo scalone principale, con i gradini tutti rivestiti in marmo di Carrara, presenta tre rampanti per interpiano e ringhiere in ghisa decorate; inoltre le porte degli appartamenti ai capiscala sono sormontate da stucchi a rilievo che raffigurano dei putti. Il soffitto del vano scala, oggi ostruito in gran parte alla vista a causa della presenza del corpo ascensore, presenta un affresco con volute e ricci a monocromo che contiene un medaglione nel quale sono dipinti dei putti danzanti. Nelle volte di alcune sale sopravvivono ancora decorazioni di gusto neoclassico coeve all'edificazione del palazzo.
Il palazzo è nobilitato ancor di più dalla sopravvivenza nelle sue forme pressoché originarie del giardino storico che insiste su un vasto lotto trapezoidale. Esso è ornato da fontane e chalet in pietra ed è ricco di piante, alberi da frutto e arbusti rari, come il maestoso cedro del Libano che è situato tra il prospetto principale del palazzo e la Chiesa di Sant'Antonio (la quale è il rifacimento effettuato negli anni '60 di un'originaria cappella neogotica voluta e costruita dai Carbonelli nel 1926) e che è stato inserito nel novero degli alberi monumentali d'Italia. Al giardino si accede, oltre che dal cortile, anche da una pregevole cancellata in ghisa, sita proprio davanti al sopracitato cedro sul Corso Secondigliano. Essa è fittamente decorata con motivi fitomorfi e teste muliebri; ai suoi lati si innalzano due raffinate lanterne in vetro e ferro battuto e sul suo fermaporta è segnata la data di completamento del complesso: il 1884.
Allo stato attuale il palazzo è un condominio privato, non più abitato dai discendenti della famiglia Carbonelli (che posseggono ancora il palazzo al civico 509). Nel 2022 si è avuto un meticoloso restauro della facciata che ha così ritrovato l'originaria bellezza decorativa.

## Galleria d'immagini

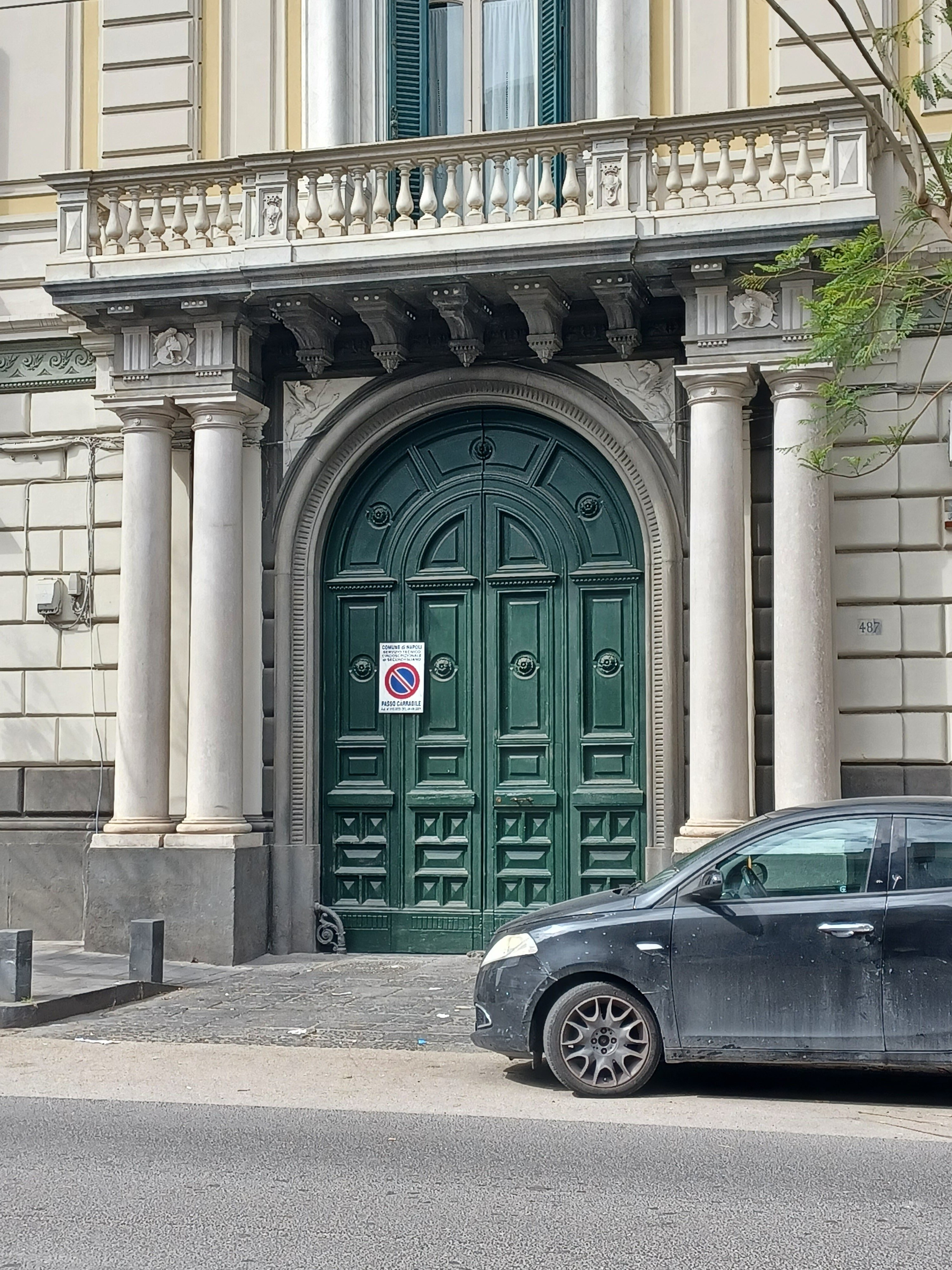
Il portale d'ingresso
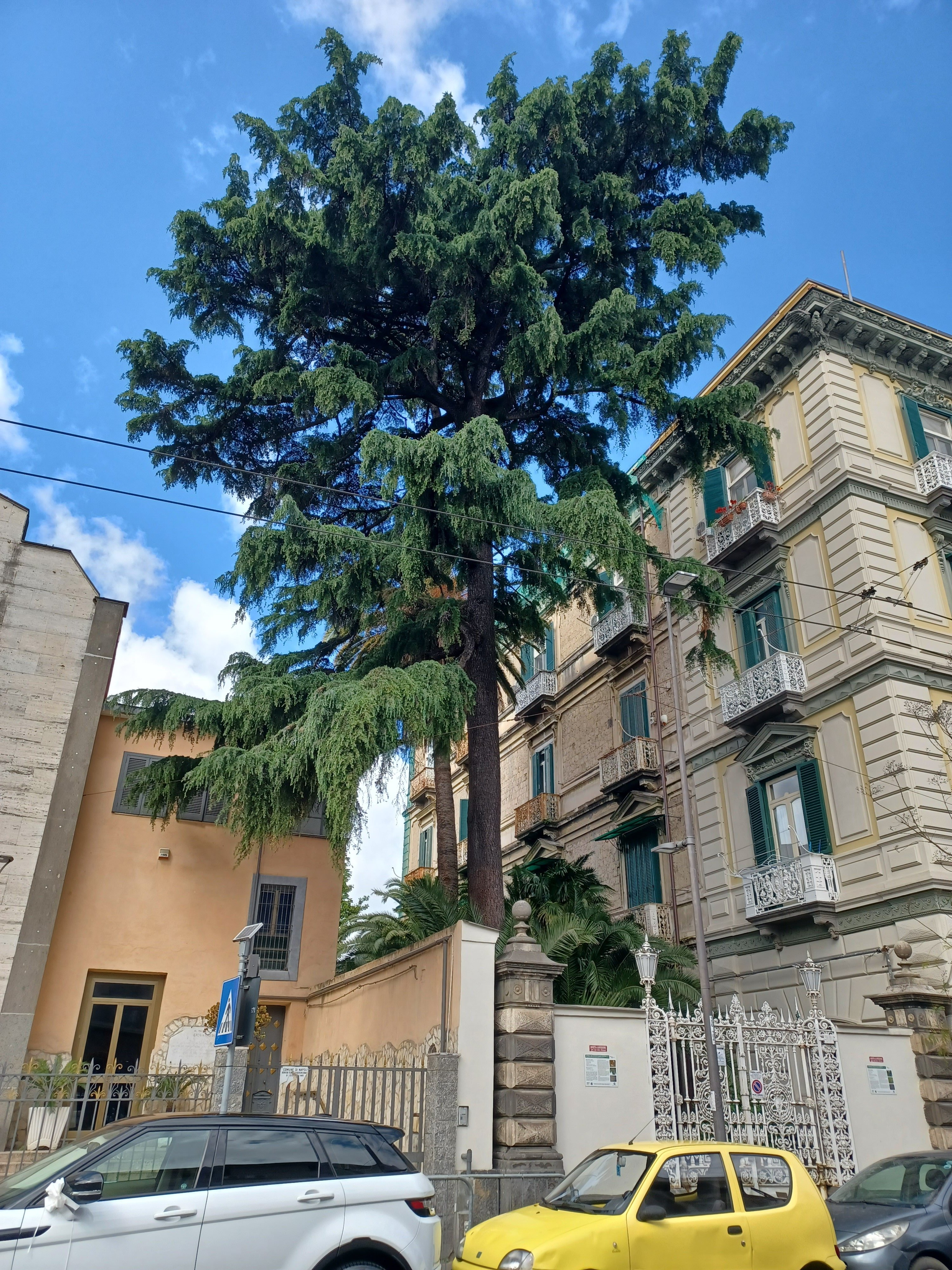
Il cedro del Libano